# Államok vezetőinek listája 51-ben
Ezen az oldalon az i. sz. 51-ben fennálló államok vezetőinek névsora olvasható földrészek, majd országok szerinti bontásban. 

## Európa
- Boszporoszi Királyság
  - Király: I. Kotüsz (45/46–68/69)

- Britannia
  - Catuvellaunusok
    - Király: Caratacus (42–51)

- Dák Királyság
  - Király: Scorilo (30–70)

- Római Birodalom
  - Császár: Claudius (41–54) 
    - Consul: Claudius császár
    - Consul: Servius Cornelius Scipio Salvidienus Orfitus
    - Consul suffectus: Lucius Calventius Vetus Carminius
    - Consul suffectus : Titus Flavius Vespasianus

  - Achaea provincia:
    - Proconsul: Lucius Iunius Gallio Annaeanus (51–52)

  - Britannia provincia
    - Legatus: Publius Ostorius Scapula (47–51)
    - Legatus: Aulus Didius Gallus (51–57)

## Ázsia
- Anuradhapura
  - Király: Csandamukha (44-52)

- Armenia
  - Király: Mithridatész (42–51)
  - Király: Rhadamisztosz (51–54)

- Atropaténé
  - Király: Vonónész (12-51)
  - Király: Pakórosz (51-70 után)

- Elümaisz
  - Király: II. Oródész (50-70)

- Hsziungnuk
  - Sanjü: Szutuhu (kb. 48-56)

- Ibériai Királyság
  - Király: I. Pharaszmanész (1–58)

- India
  - Indo-pártus Királyság
    - Király: I. Abdagaszész (50–65)

- Japán
  - Császár: Szuinin (i. e. 29–70)

- Kína (Han-dinasztia)
  - Császár: Han Kuang Vu-ti (25–57)

- Kommagéné
  - Király: IV. Antiokhosz (38–72)

- Korea
  - Pekcse
    - Király: Taru (29–77)

  - Kogurjo
    - Király: Mobon (48–53)

  - Silla
    - Király: Juri (24–57)

  - Kaja államszövetség
    - Király: Szuro (42–199?)

- Kusán Birodalom
  - Király: Kudzsula Kadphiszész (30-80)

- Nabateus Királyság
  - Király: II. Malikhosz (40–70)

- Oszroéné
  - Király: V. Mánu (50–57)

- Pártus Birodalom
  - Nagykirály: II. Gotarzész (38–51)
  - Nagykirály: II. Vonónész (51)
  - Nagykirály: I. Vologaészész (51–76/80)

- Pontoszi Királyság
  - Királynő: II. Polemón (38-64)

- Római Birodalom
  - Iudaea
  - Király: II. Heródes Agrippa (50–70)
  - Procurator: Ventidius Cumanus (48–52)
  - Főpap: Anániás ben Nebedeosz (46–58)
  - Syria provincia
    - Praefectus: Caius Ummidius Durmius Quadratus (50/51–59/60)

## Afrika
- Római Birodalom
  - Aegyptus provincia
    - Praefectus: Cnaeus Vergilius Capito (47–52)
- Kusita Királyság
  - Kusita uralkodók listája

## Fordítás
Ez a szócikk részben vagy egészben  a   Liste der Staatsoberhäupter 51 című német Wikipédia-szócikk ezen változatának fordításán alapul.  Az eredeti cikk szerkesztőit annak laptörténete sorolja fel. Ez a jelzés csupán a megfogalmazás eredetét és a szerzői jogokat jelzi, nem szolgál a cikkben szereplő információk forrásmegjelöléseként.